# Per Skou
Per Skou (Skien, 20 maggio 1891 – Oslo, 24 febbraio 1962) è stato un dirigente sportivo e calciatore norvegese, di ruolo difensore.

## Carriera

### Giocatore

#### Club
Skou giocò come terzino sinistro nel Lyn Oslo e nell'Odd, vincendo in tre circostanze la Norgesmesterskapet.

#### Nazionale
Skou conta 41 presenze per la Norvegia. Esordì il 17 settembre 1911, quando fu titolare nella sconfitta per 4-1 contro la Svezia, a Stoccolma. Il 26 ottobre 1913 segnò l'unica rete in Nazionale, nel pareggio per 1-1 contro la Svezia, stavolta a Oslo. Partecipò ai Giochi della V Olimpiade e della VII Olimpiade, con la sua selezione.

### Dopo il ritiro
Fu presidente della Norges Fotballforbund dal 1929 al 1934.

## Palmarès

### Club

#### Competizioni nazionali
- Coppa di Norvegia: 3

Lyn Oslo: 1911
Odd: 1913, 1915